# Paectes vittata
Paectes vittata är en fjärilsart som beskrevs av Heinrich Benno Möschler 1890. Paectes vittata ingår i släktet Paectes och familjen nattflyn. Inga underarter finns listade i Catalogue of Life.